# Тудорове
Тудорове — озеро в Одеському районі Одеської області, лежить між річками Дністер і Турунчук. Довжина — приблизно 3 км, ширина — до 1,5 км. Загальна площа — 4,5 км².
Глибина озера становить у середньому 1 м. Берег озера болотистий, зарослий очеретом, лише в одному місці з боку Турунчука є підхід до озера. Дно замулене, вода каламутна. В озері водиться окунь, щука, судак, тараня та лящ.